# Het zingende nijlpaard
Het zingende nijlpaard is het achttiende stripverhaal uit de reeks van Suske en Wiske. Het is geschreven en getekend door Willy Vandersteen en gepubliceerd in De Standaard en Het Nieuwsblad van 23 september 1950 tot en met 1 februari 1951. 
De eerste albumuitgave was in 1951, destijds in de Vlaamse ongekleurde reeks met nummer 12. In 1972 verscheen Het zingende nijlpaard opnieuw in de Vierkleurenreeks en kreeg hier nummer 131. De geheel oorspronkelijke versie van het verhaal werd in 1994 heruitgebracht in Suske en Wiske Klassiek. 

## Personages
- Suske, Wiske met Schanulleke, tante Sidonia, Lambik, prins Tip-En-Top, prins La-Meling, farao Tutankoffi, prinses Banylon, professor Barabas, de Birri-Birri

## Uitvindingen
- vliegende schotels, gouden hoorn/trompet

## Locaties
- Egypte, het rijk van farao Tutankoffi, de oase van Cacocalo, fort Pachac-Rhoet

## Het verhaal
In het Egypte van 1950 is het rijk van farao Tutankoffi nog precies zoals tijdens de oude Egyptische beschaving. Prins Tip-En-Top (in de oorspronkelijke, Vlaamse versie: Tof-en-Tip) vraagt Tutankoffi om de hand van diens dochter, prinses Banylon. Banylon is echter in de oase van Cacocalo door de sfinx met de bruine ogen veranderd in een zingend nijlpaard. Alleen als iemand de sfinx een tweede zingend nijlpaard bezorgt, zal deze betovering weer worden verbroken. 
Prins Tip-En-Top (Tof-en-Tip) gaat met zijn neef prins La-Meling naar Europa om een gouden hoorn te halen, die toverkracht bezit. Lambik komt al slaapwandelend in botsing met prins La-Meling, en op die manier komt de hoorn toevallig in zijn bezit. Lambik denkt dat hij het ding heeft gestolen en berouwvol meldt hij zich aan bij het vreemdelingenlegioen in Afrika. 
Suske en Wiske horen van prins Tip-En-Top (Tof-en-Tip) dat zijn neef Lambik zoekt  om zo de hoorn terug te krijgen. Prins La-Meling wil zelf namelijk met de prinses trouwen. Ze gaan met de nieuwe uitvinding van professor Barabas, vliegende schotels, richting Egyp. Ze vinden Lambik bij fort Pachac-Rhoet.
Als Lambik op de hoorn blaast, verschijnt zijn goede ik in de gedaante van een witte geest. De goede-ik probeert Lambik te helpen zijn plicht van naastenliefde uit te voeren, en maant Lambik ook om geen alcohol te drinken. Lambik blaast nog eens op de hoorn, maar deze keer vals. Hierdoor komt ook zijn slechte ik nu tevoorschijn, die Lambik vertelt dat er aan het einde van de lichtjes die hij ziet een café is waar veel bier wordt getapt. Hierdoor belandt Lambik in een piramide. De lichtjes blijken in werkelijkheid zandhoentjes te zijn, die in opdracht van de sfinx de vrienden proberen te stoppen.
Sidonia belandt met de hoorn in de piramide, en Suske en Wiske worden gered door de farao. Er verschijnt ook een mummie die de hoorn opeist en bovendien interesse heeft in een geheimzinnig pak dat tante Sidonia heeft meegenomen.
Als Suske en Wiske met het legioen de woestijn intrekken, zien ze prinses Banylon in haar menselijke gedaante. Lambik is verdwenen; hij blijkt Banylons plaats te hebben ingenomen als zingend nijlpaard. Het blijkt echter onderdeel te zijn van een plan van Lambiks goede ik. Sidonia laat bij de sfinx een gewoon nijlpaard een meegesmokkelde pick-up inslikken. Lambik krijgt hierdoor zijn gewone gedaante weer terug. Als de pick-up er even later mee ophoudt, doorziet de sfinx het bedrog en wil wraak. Er volgt een laatste confrontatie, waarbij de zandhoentjes ten slotte worden verslagen. Lambiks goede ik brengt zijn slechte tegenhanger nu naar de sfinx, om daar voortaan te zingen in plaats van de onttoverde nijlpaarden.
Prins Tip-En-Top (Tof-en-Tip) en prinses Banylon trouwen. Prins La-Meling krijgt vergeving. Suske, Wiske, Sidonia en Lambik gaan op een vliegende schotel terug naar België.

## Achtergronden
- Prins Tip-en-Tops naam is een woordspeling op "tip top"
- De oorspronkelijk prins Tof-en-Tip is een woordspeling op "toffen tip" (Antwerps dialect voor een "toffe kerel")
- La-meling is een woordspeling op "lammeling"
- Cacocalo is een woordspeling op Coca-Cola
- Pachac-Rout is een Brussels dialectisch scheldwoord dat "luierik die zich laat bedienen" betekent (men herkent er het woord "pasja" in - een hoge Turkse ambtenaar, die, zo dacht men, zich kon laten bedienen door slaven)
- In het verhaal wordt een toespeling gemaakt op de bekende leus "Wat Wa[a]ls is, vals is. Sla dood!" uit Hendrik Consciences roman De leeuw van Vlaanderen uit 1838. Lambiks goede geest roept dit terwijl hij met de zandhoentjes vecht, en vervangt alleen "Waals" door "zand".
- De liedjes die Prinses Banylon / het zingende nijlpaard zingt voor de sfinx zijn parafrases van toen bekende liedjes. Op p. 3 zingt Prinses Banylon: "Hijlov-joefor-cen-timen-tel-rizens". Dit is een min of meer fonetische weergave van "I Love You For Sentimental Reasons", een hit van Nat King Cole uit 1946. Op p. 4 zingt het nijlpaard: "Revi-jien-ve-ut-tuton-absen-cea-bri-semav-ieje", wat een lied is van Janine Ribot: "Reviens, veux-tu? Ton absence a brisé ma vie." Op p. 45 vraagt de sfinx om "de grote aria van Be-obbeja-an scho-epen" te zingen en het nijlpaard zingt: "kzi-tzogge-reno-pmijndu-ivenko-tte". In 1949 had Bobbejaan Schoepen in Vlaanderen een hit met 'k Zie zo gere m'n duivenkot (1949) ("gere" is een Vlaams dialectwoord voor "graag").
- In de Nederlandse versie, en later ook in de vierkleurenreeks, is het lied van "Be-obbeja-an scho-epen" vervangen door "Wi-lie-de-rbie" (Willy Derby) en diens lied "Zoekdezo... nop... uttis... zofijn" ("Zoek de zon op", in feite geen lied van Willy Derby maar van Lou Bandy).